# De XII werken van Asterix
De XII werken van Asterix (originele titel Les XII Travaux d'Astérix) is een boek gebaseerd op de Franse stripreeks Asterix. Het verhaal is gebaseerd op het scenario van René Goscinny voor de film Asterix verovert Rome uit 1976. 
Het verhaal verscheen oorspronkelijk in 1976, waarna in 1979 een stripbewerking volgde voor het tijdschrift Eppo, beide getiteld Asterix verovert Rome. In 2016 maakte Albert Uderzo er een volledig nieuw tekstboek van, met nieuwe illustraties, en dus ook de nieuwe titel.

## Verhaal
Julius Caesar verneemt dat de bewoners van het Gallische dorp onoverwinnelijk zijn. Al snel wordt verondersteld dat ze hierdoor goden moeten zijn. Caesar wil het tegendeel bewijzen en geeft de Galliërs twaalf vrijwel onmogelijke opdrachten, vergelijkbaar met de de twaalf werken van Heracles. Indien ze alle opdrachten tot een goed einde kunnen brengen worden ze met rust gelaten, zo niet, dan worden ze slaaf. Asterix en Obelix zijn de afgevaardigden om de opdrachten te volbrengen.

## In andere talen
Frans: Les XII travaux d’Astérix
Braziliaans: Os XII Trabalhos de Asterix
Duits: Asterix erobert Rom
Portugees: Os XII Trabalhos de Astérix
Italiaans: Le XII fatiche de Asterix